# Birthday Cake
Cet article possède un paronyme, voir Birthday.
Pistes de Talk That Talk
Cockiness (Love It)
(5) We All Want Love
(7)
Birthday Cake est une chanson de l'artiste Barbadienne Rihanna, issue de son sixième album studio Talk That Talk (2011). Après avoir fuité sur internet, les fans exprimèrent leur intérêt à ce que la piste soit incluse sur Talk That Talk (2011), mais il fut plus tard révélé que la piste d'une durée de 1:18 (une minute, 18 secondes) serait en fait la version finale et n'avait pas été envisagé d'être ajoutée à l'album. Toutefois, en raison d'un niveau élevé d'intérêt des fans, la chanson a finalement été ajoutée à l'album en tant qu'interlude. 
Les paroles de Birthday Cake expriment le désir de Rihanna quant à avoir une relation sexuelle spontanée. Les critiques musicales ont été divisées concernant Birthday Cake, avec d'un côté la majorité félicitant l'artiste et de l'autre, d'une critique plus ouverte, concernant les paroles de la chanson et son contenu à caractère sexuel, où elle métaphorise ses parties intimes en un gâteau d’anniversaire. Plusieurs critiques ont également comparées la chanson à la précédente piste de l'album, Cockiness (Love It), qui comprend également des paroles à caractère sexuel. Avant la sortie de Talk That Talk, la chanson entra petit à petit dans des classements de singles de pays tels que la Corée du Sud, le Royaume-Uni et les États-Unis. La version longue de la chanson est en collaboration avec l'artiste américain Chris Brown, son ex petit-ami, et fut dévoilée en ligne le 20 février 2012 dans le but de coïncider avec le 24e anniversaire de Rihanna. La chanson servit aussi en tant que quatrième single extrait de l'album.

## Développement

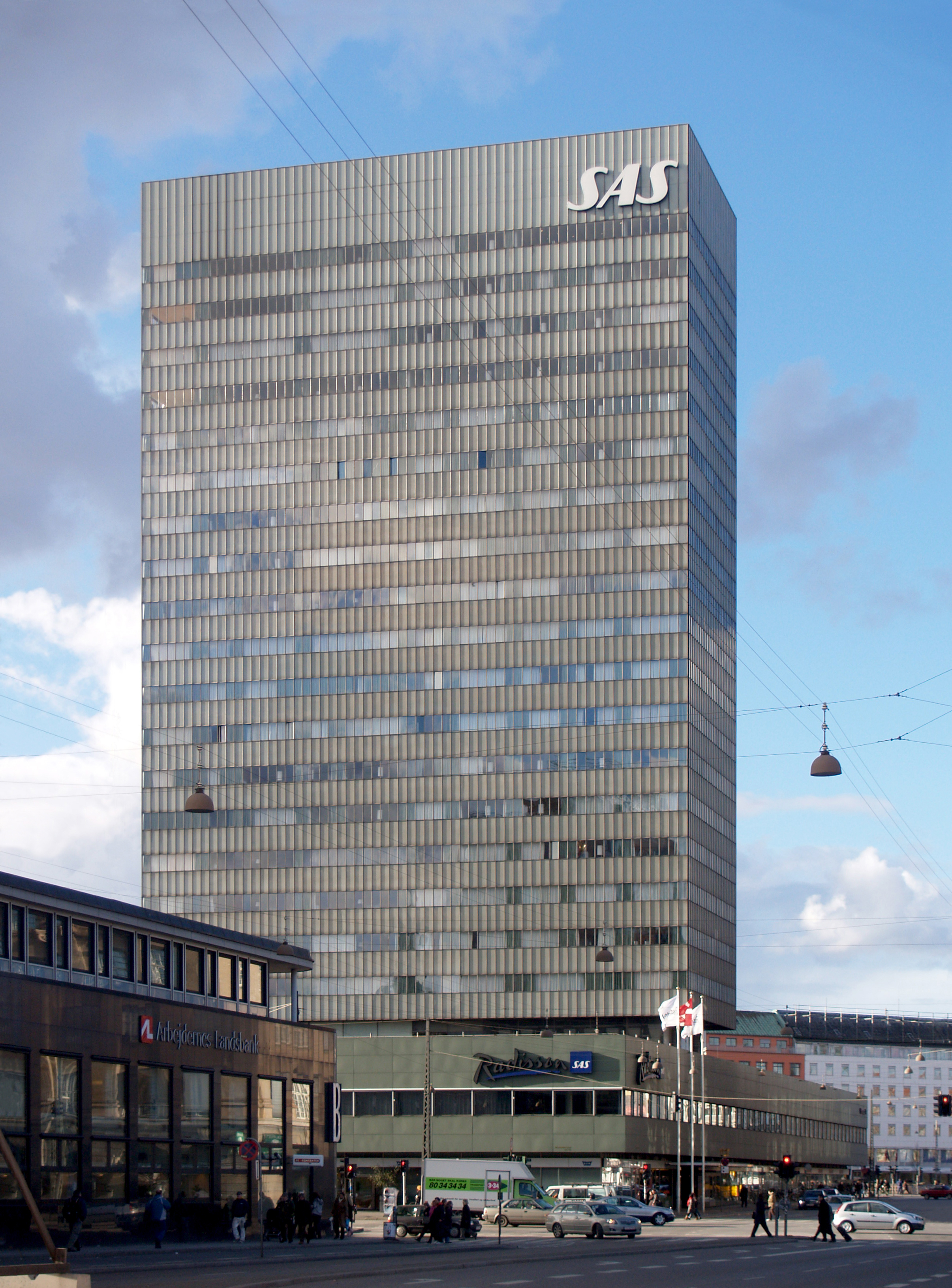
Birthday Cake a été enregistrée dans la chambre 1306 du Radisson Blu Royal Hotel à Copenhague au Danemark.

Birthday Cake a été écrite par The-Dream, Rihanna, Marcos Palacios et Earnest Clark, et produite par Da Internz et The-Dream. L'interlude a été enregistrée dans la chambre 1306 du Radisson Blu Royal Hotel à Copenhague, Danemark. Lors d'une interview pour The Boom Box, The-Dream répondu à une question à propos de fans étant déçu que Birthday Cake n’apparaisse pas sur Talk That Talk (2011) après sa fuite en ligne avant la sortie de l'album en Novembre 2011; le producteur a expliqué que seulement une interlude avait été produite, et qu'une version intégrale de la chanson serait publiée à un moment donné au cours de l'ère Talk That Talk, disant :
« Je viens de parler à Rihanna concernant ce sujet, car [à l'origine] elle n'a [simplement] fait qu'une interlude. Je lui ai alors dit : tes fans vont être tellement en colère contre toi ! Dès que je lui ai dit, je suis rentré chez moi, et je suppose que c'est à ce moment-là qu'elle a publié un morceau de la chanson, et ils ont alors vus combien de temps elle durait. Ils m'ont alors harcelés sur Twitter ! Je leur ai alors répondu via mon téléphone. Je ai donc dit à Rihanna : yo, tes fans, ils s'acharnent sur moi en ce moment, alors puis-je faire quelque chose ? Birthday Cake est maintenant prête. Elle va se transformer en une chanson entière parce que les fans sont liguer contre moi, et je ne veux pas être assassiné par les Rihanna Navy (fans de Rihanna) ! »

## Accueil
Randell Roberts de Los Angeles Times décrit Cockiness (Love It) et Birthday Cake, comme « les seins et les fesses » de Talk That Talk mais note qu'« ils n'ont pas réussi à capturer la grivoiserie qu'ils visent à atteindre » dans la chanson.

## Listes des pistes
- Album version[5]

1. Birthday Cake – 1:18

- Single Version featuring Chris Brown

1. Birthday Cake – 3:40

## Crédits et personnel
Enregistrement
- Enregistré au Radisson Blu Royal Hotel, Room 1306, Copenhague, Danemark.

Personnel
| - Écriture de la chanson – Terius Nash, Robyn Fenty, Marcos Palacios, Earnest Clark - Production – Da Internz, The-Dream - Ingénierie vocale et enregistrement – Kuk Harrell, Marcos Tovar | - Assistant vocal recording – Jennifer Rosales - Mixage – Kevin "KD" Davis - Assistant mixage – Calvin Bailiff |

Crédits adaptés des notes linéaires de l'album Talk That Talk, Def Jam Recordings, SRP Records.

## Classement
| Classement (2011-2012)         | Meilleure position |
| ------------------------------ | ------------------ |
| Corée du Sud (Gaon Chart)      | 67                 |
| Royaume-Uni (UK Singles Chart) | 172                |
| États-Unis (Bubbling Hot 100)  | 22                 |
| États-Unis (R&B/Hip-Hop Songs) | 2                  |
| États-Unis (Digital Songs)     | 30                 |
| États-Unis (Hot 100)           | 24                 |

## Remix featuring Chris Brown
Singles de Rihanna
Take Care
(2012) Where Have You Been
(2012)
Singles par Chris Brown
Turn Up the Music
(2012) Right by My Side
(2012)
Birthday Cake a officiellement été remixée en collaboration avec l'artiste américain Chris Brown, et est une version longue de l'interlude d'1 minute et 18 secondes incluse dans Talk That Talk.